# Vincent McEveety
Vincent Michael McEveety, meist Vincent McEveety oder Vince McEveety (* 10. August 1929 in Los Angeles; †  19. Mai 2018) war ein US-amerikanischer Film- und Fernsehregisseur. Bekannt war vor allem seine Arbeit für Walt-Disney-Produktionen.

## Leben

### Herkunft und Familie
Vincent McEveety entstammte einer im Film- und Fernsehgeschäft tätigen Familie. So arbeitete sein Vater Bernard McEveety als Regisseur und Produktionsleiter. Auch seine beiden Brüder Bernard McEveety und Joseph L. McEveety wurden später Film- und Fernsehregisseure. Sein eigener Sohn Vincent J. McEveety betätigte sich vor allem in den 1990er Jahren gelegentlich als Regieassistent und Nebendarsteller. Vincent McEveety war außerdem der Onkel des Produzenten und Regieassistenten Stephen McEveety und der Kamerafrau Annie McEveety.

### Anfänge beim Fernsehen
Seine berufliche Laufbahn begann Vincent McEveety Mitte der 1950er Jahre bei Walt Disney. Für die Disney-Studios arbeitete er zunächst als Regieassistent an der Fernsehserie Mickey Mouse Club mit. In dieser Funktion war er bei Disney unter anderem auch an dem Kinofilm Zug der Furchtlosen (1956) und der Serie Zorro (1957–1960) beteiligt.
In der Branche bekannt machte ihn dann seine Arbeit an der mit dem Emmy ausgezeichneten Krimiserie Die Unbestechlichen (1959–1963), bei der McEveety nun auch erstmals selbst Regie führen durfte und als Co-Produzent auftrat. Für den im Zusammenhang mit dieser Serie entstandenen Fernsehfilm The Scarface Mob (1959) erhielt er als Regieassistent seinen einzigen Filmpreis: Die Directors Guild of America zeichnete ihn und Regisseur Phil Karlson 1960 gemeinsam mit dem DGA Award für eine „herausragende Regieleistung im Fernsehbereich“ aus. Mit The Ballad of Hector the Stowaway Dog ermöglichten ihm die Disney-Studios daraufhin 1964 seinen ersten langen Fernsehfilm zu inszenieren, dem bis Anfang der 1980er Jahre weitere folgen sollten. Im Verlauf der 1960er Jahre inszenierte Vincent McEveety außerdem zahlreiche Folgen so bekannter US-Serien wie Rauchende Colts (1965–1975), Solo für O.N.C.E.L. (1964–1968) und Raumschiff Enterprise (1966–1968).

### Der Sprung auf die große Leinwand
Sein Kinodebüt als Regisseur gab McEveety 1968 mit dem Western Die fünf Vogelfreien, in dem James Stewart, Henry Fonda und Inger Stevens die Hauptrollen spielten. Der Film erregte vor allem deswegen Aufsehen, weil Fonda den Bösewicht verkörperte, was ihm unter der Regie von Sergio Leone in Spiel mir das Lied vom Tod (ebenfalls 1968) schließlich noch eindrucksvoller gelingen sollte.
McEveetys eigentliche Kinokarriere begann jedoch erst mit der Disney-Komödie Die Millionen-Dollar-Ente (1971). In der folgenden Dekade war er einer der wichtigsten Filmregisseure der Disney-Studios, für die in dieser Zeit auch seine Brüder Bernard McEveety und Joseph L. McEveety tätig waren. McEveety inszenierte unter anderem die Science-Fiction-Komödie Der Retorten-Goliath (1975) und den Abenteuerfilm Der Goldschatz von Matecumbe (1976), einer an der Kinokasse erfolglosen Verfilmung des Romans Reise nach Matecumbe von Robert Lewis Taylor mit Peter Ustinov. Mit Südsee-Cowboy (1974), in dem James Garner und Vera Miles zu sehen waren, kehrte McEveety nochmals zum Western-Genre zurück, wenn auch auf ungewöhnlichem Terrain.
Bei Gus (1976) und der Westernparodie Die Rückkehr der Semmelknödelbande (1979) führte er bei zwei Kinofilmen des Komikerduos Don Knotts und Tim Conway Regie. Außerdem inszenierte McEveety die beiden vorerst letzten Herbie-Kinoauftritte Der tolle Käfer in der Rallye Monte Carlo (1977) – ebenfalls mit Knotts – und Herbie dreht durch (1980). Auch an der kurzlebigen Fernsehserie Herbie, the Love Bug (1982) war er beteiligt. 1986 führte er noch bei der einstündigen Disneyland-Episode Ask Max Regie.
Zu McEveetys besten Arbeiten zählt das ernsthafte Drama Amy – Die Stunde der Wahrheit (1981) mit Jenny Agutter, das ursprünglich für das Fernsehen gedreht worden war, dann aber von den Disney-Studios doch ins Kino gebracht wurde.

### Rückkehr zur ausschließlichen Fernseharbeit
Mit Amy endete McEveetys Kinokarriere. Seitdem arbeitete er nur noch für das Fernsehen, wo er sich auf Krimiserien spezialisierte. So führte er Regie bei Simon & Simon (1982–1988) sowie bei den mehrfach ausgezeichneten Serien Mord ist ihr Hobby (1988–1996) mit Angela Lansbury und In der Hitze der Nacht (1989–1994). McEveety inszenierte 18 Folgen dieser NBC-Serie, darunter auch die besonders prämierte Episode Melodie des Todes (Sweet, Sweet Blues, 1991) mit den Gaststars Bobby Short und James Best. Best gewann dafür 1992 den Crystal Reel Award als „bester Schauspieler“.
Zwischen 1990 und 1997 inszenierte Vincent McEveety sieben Langfilme der Krimireihe Columbo mit Peter Falk und produzierte einige davon. Seine letzte Regiearbeit wurde die Krimiserie Diagnose: Mord mit Dick Van Dyke, für die er zwischen 1994 und 2000 bei insgesamt elf Folgen Regie führte. Danach trat er in den Ruhestand.

## Filmografie (Auswahl)

### Kinofilme
- 1956: Zug der Furchtlosen (Westward Ho the Wagons!, Regieassistenz)
- 1958: Zorro räumt auf (The Sign of Zorro, Regieassistenz)
- 1968: Die fünf Vogelfreien (Firecreek)
- 1971: Die Millionen-Dollar-Ente (The Million Dollar Duck)
- 1972: Die Promenadenmischung (The Biscuit Eater)
- 1973: Charley und der Engel (Charley and the Angel)
- 1973: Superdad – Papa ist der Größte (Superdad)
- 1974: Südsee-Cowboy (The Castaway Cowboy)
- 1975: Der Retorten-Goliath (The Strongest Man in the World)
- 1976: Der Goldschatz von Matecumbe (Treasure of Matecumbe)
- 1976: Gus
- 1977: Der tolle Käfer in der Rallye Monte Carlo (Herbie Goes to Monte Carlo)
- 1979: Die Rückkehr der Semmelknödelbande (The Apple Dumpling Gang Rides Again)
- 1980: Schrei der Verlorenen (The Watcher in the Woods, Co-Regie, ungenannt)
- 1980: Herbie dreht durch (Herbie Goes Bananas)
- 1981: Amy – Die Stunde der Wahrheit (Amy)

### Fernseharbeiten
- 1956: The Plausible Impossible (Fernsehspecial, Regieassistenz)
- 1957: Our Friend the Atom (Fernsehspecial, Regieassistenz)
- 1957–1960: Zorro (Fernsehserie, Regieassistenz)
- 1959–1963: Die Unbestechlichen (The Untouchables, Fernsehserie, 3 Episoden, auch Regieassistenz und Co-Produzent)
- 1963–1964: Zirkusdirektor Johnny Slate (The Greatest Show on Earth, Fernsehserie, 3 Episoden)
- 1964: The Ballad of Hector the Stowaway Dog (Fernsehfilm)
- 1964: The Lieutenant (Fernsehserie, 5 Episoden)
- 1964: Tausend Meilen Staub (Rawhide, Fernsehserie, 3 Episoden)
- 1965: Geächtet (Branded, Fernsehserie, 4 Episoden)
- 1965: Perry Mason (Fernsehserie, 2 Episoden)
- 1965–1975: Rauchende Colts (Gunsmoke, Fernsehserie, 45 Episoden)
- 1966–1968: Raumschiff Enterprise (Star Trek, Fernsehserie, 6 Episoden)
- 1967: Police Story (Fernsehfilm)
- 1967: The Legend of Jud Starr (Fernsehfilm)
- 1967–1968: Der Marshall von Cimarron (Cimarron Strip, Fernsehserie, 3 Episoden)
- 1969: This Savage Land (Fernsehfilm)
- 1970: Smoke – Sein bester Freund (Smoke, Fernsehfilm)
- 1970: Cutter duldet keinen Mord (Cutter’s Trail, Fernsehfilm)
- 1970: Gefährliche Begegnung (Menace on the Mountain, Fernsehfilm)
- 1972: The High Flying Spy (Fernsehfilm)
- 1974: Wonder Woman (Fernsehfilm)
- 1975: Der letzte Ritt der Daltons (The Last Day, Fernsehfilm)
- 1977: Der schwarze Panther vom Cypress-Moor (The Ghost of Cypress Swamp, Fernsehfilm)
- 1977–1981: Eight Is Enough (Fernsehserie, 8 Episoden)
- 1978: Dallas (Fernsehserie, 2 Episoden)
- 1979: Buffalo Soldiers (Fernsehfilm)
- 1981: Buck Rogers (Buck Rogers in the 25th Century, Fernsehserie, 3 Episoden)
- 1982: Herbie, the Love Bug (Fernsehserie, 2 Episoden)
- 1982–1988: Simon & Simon (Fernsehserie, 40 Episoden)
- 1984, 1986: T. J. Hooker (Fernsehserie, 2 Episoden)
- 1984–1987: Hotel (Fernsehserie, 6 Episoden)
- 1985: Die Fälle des Harry Fox (Crazy Like a Fox, Fernsehserie, 3 Episoden)
- 1986: Ask Max (Fernsehfilm)
- 1987: Rauchende Colts: Auf Leben und Tod (Gunsmoke: Return to Dodge, Fernsehfilm)
- 1988–1996: Mord ist ihr Hobby (Murder, She Wrote, Fernsehserie, 28 Episoden)
- 1989–1994: In der Hitze der Nacht (In the Heat of the Night, Fernsehserie, 18 Episoden)
- 1990: Columbo: Ruhe sanft, Mrs. Columbo (Rest in Peace, Mrs. Columbo, Fernsehfilm)
- 1991: Columbo: Tödlicher Jackpot (Death Hits the Jackpot, Fernsehfilm)
- 1991: K-9 (Fernsehfilm, Co-Regie)
- 1991: Wettlauf mit dem Tod (Stranger at My Door, Fernsehfilm)
- 1992: Columbo: Ein Spatz in der Hand (A Bird in the Hand…, Fernsehfilm)
- 1993: Columbo: Der Tote in der Heizdecke (It’s All in the Game, Fernsehfilm)
- 1994: Columbo: Zwei Leichen und Columbo in der Lederjacke (Undercover, Fernsehfilm, auch Produzent)
- 1994–2000: Diagnose: Mord (Diagnosis Murder, Fernsehserie, 11 Episoden)
- 1995: Perry Mason: McKenzie und der Tod eines Showstars (The Case of the Jealous Jokester, Fernsehfilm)
- 1995: Columbo: Seltsame Bettgenossen (Strange Bedfellows, Fernsehfilm, auch Produzent)
- 1996–1997: Ein Wink des Himmels (Promised Land, Fernsehserie, 3 Episoden)
- 1997: Columbo: Keine Spur ist sicher (A Trace of Murder, Fernsehfilm, auch Produzent)